# Fridericia bulboides
Fridericia bulboides är en ringmaskart som beskrevs av Nielsen och Christensen 1959. Fridericia bulboides ingår i släktet Fridericia och familjen småringmaskar. Arten är reproducerande i Sverige. Inga underarter finns listade i Catalogue of Life.